# Anastasia (película de 1997)
Anastasia es una película de animación estadounidense de 1997, producida por 20th Century Fox, la primera película producida por Fox Animation Studios, y dirigida por Don Bluth y Gary Goldman, exdirectores de animación de Disney, y con las voces de Meg Ryan, John Cusack, Kelsey Grammer, Christopher Lloyd, Hank Azaria y Angela Lansbury. La película es una adaptación de la leyenda de la Gran Duquesa Anastasia Nikoláyevna de Rusia, según la cual, ella logró escapar de la ejecución de su familia. El argumento, que gira en torno a una joven huérfana y amnésica de 18 años llamada Anya que, intentando encontrar a su familia, se une a dos timadores que pretenden aprovecharse de su parecido con la Gran Duquesa, es el mismo que el de la película homónima dirigida por Anatole Litvak en 1956, a su vez basada en una obra de teatro escrita por Marcelle Mauriette, inspirada en la historia de Anna Anderson, la más famosa de las impostoras que afirmaron ser la verdadera Anastasia.
La película obtuvo un gran éxito, tanto de taquilla como de crítica, siendo recompensada en total con ocho premios y hasta 16 nominaciones, incluyendo dos a los Óscar: mejor banda sonora y mejor canción original, por Journey to the Past. Los vencedores en esas categorías fueron, respectivamente, The Full Monty y la canción My Heart Will Go On, de Titanic. A pesar de las libertades artísticas que la película tomó con la historia rusa, la recepción crítica y popular en Rusia fue positiva.
El éxito de Anastasia ha dado lugar a varias adaptaciones de la película a otros medios, incluyendo un spin-off titulado Bartok el Magnífico (1999), libros, juguetes y una adaptación al teatro en 2016.

## Argumento
San Petersburgo, Rusia, 1916. El zar Nicolás II celebra un gran baile en el Palacio de Catalina para conmemorar el tricentenario de gobierno de la dinastía Románov. Su madre, la emperatriz viuda Marie Fiódorovna, viene de visita desde París, y entrega como regalo a la más pequeña de sus nietas, la Gran Duquesa Anastasia, de ocho años de edad, una caja de música con forma de alhajero que contiene las figuras del zar y la zarina Alejandra bailando, la cual se da cuerda únicamente con una medalla cuya inscripción dice: "Juntas en París". Anastasia, emocionada con lo que estos obsequios significan, la promesa de un viaje con su amada abuela, la abraza.
El baile es interrumpido por el monje y hechicero Rasputín, antiguo consejero real. Cuando el zar lo repudia por traición, Rasputín promete que el zar y toda su familia morirán antes de quince días. Como venganza, y consumido por el odio, Rasputín vende su alma al diablo a cambio del poder para acabar con la familia real, en forma de unos destructivos demonios encerrados en un relicario. Rasputín usa este poder para lanzar una maldición sobre los Romanov, dando lugar a la Revolución rusa. Durante el ataque al palacio por parte de los bolcheviques, solo Anastasia y Marie consiguen escapar gracias a un joven sirviente llamado Dimitri, que les muestra un pasadizo secreto en la habitación de Anastasia. Rasputín ataca a ambas, pero consiguen escapar mientras Rasputín cae a través del hielo y se ahoga en el río, muriendo aparentemente. En la estación, las dos intentan subir a un tren en marcha, pero solo Marie lo consigue, mientras Anastasia cae, golpeándose la cabeza en el suelo y quedando inconsciente en la estación.
Diez años después, el pueblo ruso vive bajo el sistema comunista de la URSS y se extiende un rumor entre la población: Marie ha ofrecido una recompensa de diez millones de rublos para quien logre encontrar y traerle de vuelta a su nieta, con la esperanza de que aún siga con vida. Dimitri y su amigo Vladimir, un antiguo miembro de la corte imperial, buscan a alguien que puedan hacer pasar por Anastasia y llevarla a París para obtener la recompensa, para ello llevando Dimitri la caja de música que pertenecía a Anastasia con tal de que les crean cuando presenten a cualquier impostora ante la emperatriz. Mientras tanto, Anastasia, ahora con el nombre de "Anya", abandona el orfanato rural donde ha crecido sin tener ningún recuerdo de su vida anterior a su llegada allí. Acompañada por un cachorro sin dueño al que llama "Pooka", decide dirigirse a San Petersburgo para viajar desde allí a París y encontrar a su familia, inspirada por la inscripción de la medalla que todavía conserva. En el antiguo palacio real (Palacio de Catalina) se encuentra con Dimitri y Vladimir que, sorprendidos por su parecido con la verdadera Anastasia, se ofrecen a llevarla a Francia.
Bartok, el murciélago albino de Rasputín, observa cómo el viejo relicario de su amo revive ante la presencia de Anastasia y le arrastra hasta el limbo, donde reside Rasputín, incapaz de morir hasta que su maldición se complete. Enfurecido al descubrir que Anastasia sigue viva, Rasputín envía a los demonios de su relicario para matarla. Intentan que su tren descarrile y que se ahogue haciéndola saltar de su barco, pero en ambas ocasiones fracasan, haciendo que Rasputín decida matarla él mismo y se dirija junto a Bartok a la superficie. Durante el viaje, Anastasia discute constantemente con Dimitri, que intenta instruirla a la fuerza en el protocolo y las formas de la realeza, pero a medida que se van conociendo empiezan a entenderse y enamorarse.
Anastasia, Dimitri y Vladimir llegan a París y van a ver a Marie, que se niega a recibirles tras haber estado a punto de ser engañada en numerosas ocasiones anteriores por impostoras. A pesar de ello, Sophie, la prima-hermana de Marie, interroga a Anastasia para confirmar su identidad. Aunque Anastasia da las respuestas adecuadas que le ha enseñado Dimitri, este se da cuenta de que es la verdadera Anastasia cuando ella recuerda vagamente cómo un chico la salvó diez años antes. Sophie, también convencida de la identidad de Anastasia, organiza en secreto una reunión con Marie en la ópera Garnier tras asistir a una representación del Ballet Ruso, pero ella vuelve a negarse, habiendo oído hablar del plan de Dimitri de hacer pasar a una impostora por Anastasia y lo desecha de su palacio. Pero Dimitri, no queriendo que la abuela de la familia real que ha servido hace años renuncie a su verdadera nieta solo por el hecho que ya ha recibido varias entrevistas de mujeres impostoras haciéndose pasar por Anastasia, le muestra la caja de música que encontró en el palacio; viendo esto, Marie a regañadientes acepta hablar con Anastasia. Durante la conversación a Marie le llamó la atención el colgante que colgaba del cuello de Anastasia sabiendo que eso era un secreto entre ella y su nieta, así entonces Anastasia enciende la caja de música y canta la canción con Marie cantando también hasta el final. Marie al ver como Anastasia conoce la canción, cosa que solo su verdadera nieta llega a saberla completa, se convence completamente que es su nieta perdida y la abraza felizmente con Anastasia feliz también de que haya encontrado finalmente a su familia.
Marie ofrece a Dimitri la recompensa, reconociéndole como el antiguo sirviente de palacio que salvo su vida tanto como la de su nieta. Pero él, apenado porque al ser Anastasia miembro de la realeza nunca podrán acabar juntos, la rechaza y decide volver a Rusia. La emperatriz celebra una fiesta en el Grand Palais en honor de su recién encontrada nieta, y en ella le cuenta la reacción de Dimitri al no aceptar la recompensa por el encuentro de la verdadera Anastasia. Consciente del amor entre ellos, y agradecida por haberla encontrado, acepta que Anastasia elija cómo vivir su vida. Mientras reflexiona sobre ello y va en busca de Dimitri, Anastasia se encuentra en medio del puente Alejandro III, donde es atrapada y atacada por Rasputín, decidido a acabar con ella por fin. Dimitri vuelve en el último momento e intenta salvarla, pero es golpeado por una estatua de Pegaso, mientras que Bartok abandona a Rasputín. Anastasia y Rasputín pelean cuerpo a cuerpo y al final Anastasia consigue hacerse con el relicario y destruirlo. Al estar su alma unida al relicario, Rasputín se desintegra convirtiéndose en polvo.
Anastasia se da cuenta de sus verdaderos sentimientos hacia Dimitri por tercera vez y decide dejar de lado su destino como legítima heredera del trono ruso para estar con él, despidiéndose de su abuela y de Sophie en una carta, prometiendo regresar algún día, con Marie aceptando gustosamente que Anastasia viva como quiera diciendo que es el perfecto inicio para la vida de su nieta. La última escena muestra a Anastasia y Dimitri besándose en un barco en el río Sena, preparados para comenzar su vida juntos, mientras Bartok se besa con un murciélago hembra rosa y se despide del público.

## Reparto
| Personaje              | Actor original                             | Actor de doblaje (España)                   | Actor de doblaje (Hispanoamérica)                      |
| ---------------------- | ------------------------------------------ | ------------------------------------------- | ------------------------------------------------------ |
| Anastasia              | Meg Ryan Liz Callaway (canciones)          | Marta Barbará Virginia Martínez (canciones) | Dulce Guerrero Thalía (canciones)                      |
| Dimitri                | John Cusack Jonathan Dokuchitz (canciones) | Sergio Zamora                               | Mario Castañeda Raúl Carballeda (canciones)            |
| Vladímir               | Kelsey Grammer                             | Jesús Ferrer Xavier Ribera (canciones)      | Esteban Siller Garza Luis Miguel Marmolejo (canciones) |
| Rasputín               | Christopher Lloyd Jim Cummings (canciones) | Pepe Mediavilla                             | Germán Robles Francisco López (canciones)              |
| Bartok                 | Hank Azaria                                | Antonio Lara                                | Javier Rivero                                          |
| Sophie                 | Bernadette Peters                          | Nuria Doménech Carmen Carreter (canciones)  | Yolanda Vidal Ivette Pérez (canciones)                 |
| Anastasia niña         | Kirsten Dunst Lacey Chabert (canciones)    | Joël Mulachs                                | Cristina Hernández Mirna Garza (canciones)             |
| Dimitri niño           | Glenn Walker Harris Jr.                    | David Jenner                                | Enzo Fortuny                                           |
| Zar Nicolás II Romanov | Rick Jones                                 | Armando Carreras                            | Arturo Mercado                                         |
| Emperatriz viuda María | Angela Lansbury                            | Marta Martorell                             | Beatriz Aguirre                                        |
| Camarada Phlegmenkoff  | Andrea Martin                              | María Dolores Gispert                       | Guadalupe Noel                                         |

## Banda sonora
La banda sonora y las canciones son esenciales en una comedia musical como Anastasia por lo que la producción de la película recurrió a los especialistas del género David Newman, Lyhn Ahrens y Stephen Flaherty. El padre de David Newman, Alfred Newman, ya había compuesto anteriormente la banda sonora de la película de 1956. Don Bluth se mostró satisfecho de haber abordado temas como «la búsqueda de tu propia identidad y del hogar y el suspenso de cómo va a ser tu futuro» y de haber creado un fuerte personaje femenino. Destacan las canciones Journey to the Past, nominada a los Premios Óscar e interpretada por Aaliyah, y At the Beginning, interpretada por Donna Lewis y Richard Marx. Se estrenó el 28 de octubre de 1997 con el sello discográfico de
"© 1997 Atlantic Records". Cuenta con 17 pistas:
- 01. Rumores en San Petersburgo

- 02. Dime dónde vas

- 03. Una vez en diciembre

- 04. En la noche fatal

- 05. Tú sabrás hacerlo

- 07. París es el rey del amor

- 08. At the Beginning (Versión de Donna Lewis y Richard Marx)

- 09. Journey to the past (Versión de Aaliyah)

- 10. Once upon a december (Versiçon de Deana Carter)

- 11. Una vez en diciembre (Prólogo)

- 12. Hablando de Sophie

- 13. La pesadilla

- 14. Una vez en diciembre (Reunión)

- 15. Recordando con la abuela

- 16. Final

- 17. Viaje tiempo atrás (Journey to the past) (Versión de Thalía)

## Premios y nominaciones
| Año  | Premio                             | Categoría                                           | Nominados                                      | Resultado |
| ---- | ---------------------------------- | --------------------------------------------------- | ---------------------------------------------- | --------- |
| 1998 | Premios Annie                      | Mejor interpretación vocal masculina para animación | Hank Azaria                                    | Ganador   |
| 1998 | Premios Annie                      | Mejor película                                      |                                                | Nominados |
| 1998 | Premios Annie                      | Mejor dirección                                     |                                                | Nominados |
| 1998 | Premios Annie                      | Mejores efectos de animación                        |                                                | Nominados |
| 1998 | Premios Annie                      | Mejor música                                        |                                                | Nominados |
| 1998 | Premios Annie                      | Mejor producción                                    |                                                | Nominados |
| 1998 | Premios Annie                      | Mejor interpretación musical                        | Angela Lansbury y Meg Ryan                     | Nominados |
| 1998 | Premios Annie                      | Mejor guion                                         |                                                | Nominados |
| 1998 | Blockbuster Entertainment          | Película animada familiar favorita                  | Ganadora                                       |           |
| 1998 | Broadcast Film Critics Association | Mejor film familiar                                 | Ganadora                                       |           |
| 1998 | Casting Society of America         | Mejor voz en film de animación                      | Brian Chavanne                                 | Ganadora  |
| 1998 | Premios Globo de Oro               | Mejor canción                                       | "Journey to the Past" y "Once Upon a December" | Nominada  |
| 1998 | Satélites de Oro                   | Mejor película de animación                         |                                                | Nominada  |
| 1998 | Satélites de Oro                   | Mejor banda sonora                                  |                                                | Nominada  |
| 1998 | Satélites de Oro                   | Mejor canción                                       | "Once Upon a December"                         | Nominada  |
| 1998 | Motion Picture Sound Editors       | Mejor edición de sonido y de música                 |                                                | Ganadora  |
| 1998 | Motion Picture Sound Editors       | Mejor montaje sonoro para film de animación         | Nominada                                       |           |
| 1998 | Young Artist                       | Mejor película familiar de animación                | Ganadora                                       |           |
| 1999 | ASCAP Film and Television Music    | Mejor interpretación vocal por "At the Beginning"   | Lynn Ahrens y Stephen Flaherty                 | Ganadores |
| 1999 | Premios Óscar                      | Mejor música para musical o comedia                 |                                                | Nominada  |
| 1999 | Premios Óscar                      | Mejor canción                                       | "Journey to the Past"                          | Nominada  |

## Rigor histórico e inexactitudes
- La Gran Duquesa Anastasia Nikoláyevna de Rusia (en ruso: Анастаси́я Никола́евна Рома́нова) (18 de junio de 1901 - 17 de julio de 1918) fue una de las hijas del zar Nicolás II de Rusia, que durante gran parte del siglo XX se creyó pudo sobrevivir a la masacre de Ekaterinburgo, en la que la Familia Imperial y cuatro sirvientes fueron asesinados. Sin embargo, en 2007, y en vista de los análisis forenses de 7 cadáveres encontrados en una mina cercana en 1991 y en ese mismo año, se concluyó que nadie sobrevivió a la matanza.[6]
- El personaje de Anya está vagamente inspirado en Anna Anderson, una campesina polaca quién en 1922 afirmó ser Anastasia y que fue apoyada por algunos miembros de la realeza europea que habían conocido a la gran duquesa. Fue, de entre todos los impostores de los Romanov, la más conocida, pero las pruebas de ADN realizadas en un pañuelo y su pelo revelaron que no era la verdadera gran duquesa, sino Franziska Schanzkowska, una obrera polaca con un historial de enfermedades mentales.[7]
- El puente parisino donde  Anya y Rasputín se enfrentan al final de la película es el puente Alejandro III, construido en memoria del abuelo de Anastasia, Alejandro III de Rusia, y cuya primera piedra fue colocada por su padre, Nicolás II de Rusia, en 1896.
- El dibujo que sostienen durante su reencuentro Anastasia y su abuela (que aparece también al principio cuando se lo da) es un verdadero dibujo que Anastasia realizó para su padre en 1914.[8]
- Rasputín existió en la realidad. Fue un importante consejero político durante la Rusia Imperial y confidente de la zarina Alejandra, madre de Anastasia, que depositó una gran confianza en él al ser el único capaz de aliviar los dolores de su hijo, el zarevich Alexei, aquejado de hemofilia. Aunque en general se reconoce que tenía una capacidad de influir sobre la gente y que incluso se valía del hipnotismo para conseguir sus propósitos, no está demostrado que tuviera alguna relación con la brujería ni con el fin de los Romanov, ya que fue asesinado antes de la muerte de estos.[7]
- La maldición que Rasputín lanza sobre los Romanov nunca se produjo. Rasputín afirmó a la zarina Alejandra que si él muriera, la dinastía Románov no duraría más de dos años en el poder, pero no en forma de amenaza, pues él nunca tuvo una relación de enemistad con los Romanov, y éstos incluso lloraron su muerte públicamente. Sí que es cierto que el zar Nicolás II, viendo la excesiva influencia que este ejercía sobre su mujer y el rechazo que provocaba en la corte, le apartó deliberadamente de sus funciones políticas.
- La muerte de Rasputín en la película también se basa vagamente en la verdadera forma en la que murió el monje, el cual, tras haber sido envenenado y disparado, fue lanzado al Río Neva, muriendo finalmente de hipotermia.[9]
- El Tricentenario de los Romanov no se celebró en 1916, sino en 1913. Asimismo, Anastasia nació en 1901, por lo que en el momento de la celebración tendría 12 años, y no 8 como se afirma en la película.
- El palacio representado en la película es el Palacio de Catalina, ubicado en el complejo de Tsárskoye Seló, que en la realidad está ubicado a 24 kilómetros de San Petersburgo, y no integrado en la ciudad tal y como se sugiere en la película. Por otra parte, esta no era la residencia oficial de los Románov, que era el Palacio de Alejandro, localizado también en Tsárskoye Seló.
- En 1926, cuando Anastasia vuelve al Palacio de Catalina, este presenta un aspecto ruinoso y decadente. Después de la Revolución Rusa, todos los objetos y edificios que hubiesen tenido relación con los Románov fueron nacionalizados y utilizados en el nuevo régimen comunista. El Palacio de Catalina se convirtió entonces en un museo, no fue abandonado.
- En la película se puede ver también cómo, tras la guerra, algunos campesinos venden objetos que pertenecieron a los Románov. Esto no ocurrió del todo así: todas las pertenencias de los Romanov fueron incluidas en rigurosos inventarios y más tarde vendidas por el Gobierno Comunista a otros países para financiar sus actividades; pero nunca en el mercado negro como se sugiere en la película.
- El baile con el que comienza la película no se celebró en 1916 ni en el contexto de las celebraciones del Tricentenario de los Romanov. Por los trajes que llevan los invitados, parece estar más bien basado en un baile de disfraces que el zar Nicolás dio en 1903 en el Palacio de Invierno.[10] Por otra parte, resulta difícil creer que en 1916, en plena Primera Guerra Mundial, se pudiese dar una celebración con la magnificencia y opulencia que se sugiere en la película.
- Como en la película, la abuela de Anastasia nunca aceptó que su familia hubiese muerto y emprendió su búsqueda tras la guerra. Sin embargo, probablemente no estaba en la situación de ofrecer una recompensa de 10 millones de rublos, una cantidad bastante elevada, pues gran parte de la fortuna de los Romanov había desaparecido tras la guerra y ella vivía prácticamente de la caridad. Tampoco es probable que llegara a recibir a ningún impostor, pues éstos no aparecieron públicamente hasta varios años después de su muerte, en 1928. Además, ella no se exilió en París, tal y como ocurre en la película, sino en Dinamarca, su país natal.
- Cuando Vlad se entera de que Anya es la verdadera Anastasia dice que han encontrado a "la heredera del trono ruso", lo cual es completamente falso. Las leyes de ascensión al trono durante el reinado del zar Nicolás II marcaban claramente que solo un hombre podría gobernar. En 1926 todavía había alrededor de 30 miembros de la familia Románov vivos, varios de ellos hombres, e incluso siendo Anastasia la hija del zar no podría haber gobernado.
- Asimismo, después de que la emperatriz viuda reconozca a Anya como su legítima nieta, esta es vestida con un vestido tradicional ruso y una diadema tradicional (el kokoshnik, кокошник en ruso). El vestido está directamente inspirado en los vestidos cortesanos rusos, que la Familia Real Rusa llevaba en ocasiones especiales y que la propia Anastasia llevó en más de una ocasión (también fue vestido por Ingrid Bergman en la película Anastasia de 1956). La diadema que aparece en la película es muy semejante a una que posee Isabel II del Reino Unido. Sin embargo, pese a que la vestimenta es bastante fiel a la que se llevaba en esa época, no parece lógico que ocho años después de que la Rusia Imperial desapareciera se hiciesen fiestas en su honor.
- En la canción "París es el Rey del Amor" aparecen varias figuras históricas propias del París de entreguerras y del ambiente de la bohemia, como Maurice Chevalier, Sigmund Freud, Antoine de Saint-Exupéry, Joséphine Baker, Claude Monet, Jean Patou, Isadora Duncan, Auguste Rodin y Gertrude Stein. De hecho, varios paisajes parisinos, como la Torre Eiffel y el Moulin Rouge, aparecen representados con la técnica puntillista de Georges Seurat; un guiño al estilo pictórico del arte en esa época. También aparece, al principio de la canción, la famosa tienda de ropa y cosméticos Chanel fundada por Coco Chanel; muy popular en la moda de la época. Todas estas características proceden de la cultura parisina de los Felices años 20 ("Années folles") en Francia.[11]
- Los Romanov no fueron asesinados tras ser cercado el palacio, tal y como se sugiere en la película. Tras la revolución rusa y la abdicación del zar Nicolás II, fueron puestos en arresto domiciliario en el Palacio de Alejandro, y más tarde trasladados a Tobolsk y Ekaterimburgo, en Siberia, donde finalmente serían asesinados en julio de 1918, dos años más tarde que lo presentado en la película.
- El nombre de San Petersburgo dejó de ser usado para referirse a la capital rusa durante la Primera Guerra Mundial por razones políticas, pues el nombre tenía cierta resonancia alemana. En 1926, año en el que transcurre la mayor parte de la acción, se la conocía como "Leningrado". Sin embargo, se puede oír varias veces referirse a ella como San Petersburgo, e incluso aparece escrita así en un cartel.

## Fechas de estreno
- Estados Unidos: Viernes, 21 de noviembre de 1997
- Canadá: Viernes, 21 de noviembre de 1997
- México: Viernes, 12 de diciembre de 1997
- Colombia: Viernes, 12 de diciembre de 1997
- Jamaica: Miércoles, 17 de diciembre de 1997
- Venezuela: Miércoles, 17 de diciembre de 1997
- Argentina: Jueves, 18 de diciembre de 1997
- Bolivia: Jueves, 18 de diciembre de 1997
- Chile: Jueves, 18 de diciembre de 1997
- Puerto Rico: Jueves, 18 de diciembre de 1997
- Belice: Viernes, 19 de diciembre de 1997
- Costa Rica: Viernes, 19 de diciembre de 1997
- El Salvador: Viernes, 19 de diciembre de 1997
- Guatemala: Viernes, 19 de diciembre de 1997
- Honduras: Viernes, 19 de diciembre de 1997
- Nicaragua: Viernes, 19 de diciembre de 1997
- Panamá: Viernes, 19 de diciembre de 1997
- Uruguay: Viernes, 19 de diciembre de 1997
- Corea del Sur: Sábado, 20 de diciembre de 1997
- Brasil: Jueves, 25 de diciembre de 1997
- Perú: Jueves, 25 de diciembre de 1997
- República Dominicana: Jueves, 25 de diciembre de 1997
- Polonia: Viernes, 23 de enero de 1998
- Turquía: Viernes, 30 de enero de 1998
- Francia: Miércoles, 4 de febrero de 1998
- Suecia: Viernes, 6 de febrero de 1998
- Suiza: Viernes, 6 de febrero de 1998
- Eslovenia: Jueves, 12 de febrero de 1998
- Países Bajos: Jueves, 12 de febrero de 1998
- Finlandia: Viernes, 13 de febrero de 1998
- Bélgica: Miércoles, 18 de febrero de 1998
- Eslovaquia: Jueves, 26 de febrero de 1998
- República Checa: Jueves, 26 de febrero de 1998
- Rusia: Viernes, 13 de marzo de 1998
- Tailandia: Viernes, 13 de marzo de 1998
- España: Miércoles, 18 de marzo de 1998
- Estonia: Viernes, 20 de marzo de 1998
- Noruega: Viernes, 20 de marzo de 1998
- Hungría: Jueves, 26 de marzo de 1998
- Austria: Viernes, 27 de marzo de 1998
- Dinamarca: Viernes, 27 de marzo de 1998
- Italia: Viernes, 27 de marzo de 1998
- Líbano: Viernes, 27 de marzo de 1998
- Portugal: Viernes, 27 de marzo de 1998
- Reino Unido: Viernes, 27 de marzo de 1998
- Rumania: Viernes, 27 de marzo de 1998
- Alemania: Jueves, 2 de abril de 1998
- Croacia: Jueves, 2 de abril de 1998
- Islandia: Viernes, 3 de abril de 1998
- Letonia: Viernes, 3 de abril de 1998
- Grecia: Viernes, 10 de abril de 1998
- Serbia: Jueves, 16 de abril de 1998
- Bulgaria: Viernes, 17 de abril de 1998
- Malasia: Jueves, 21 de mayo de 1998
- Egipto: Miércoles, 27 de mayo de 1998
- Singapur: Jueves, 28 de mayo de 1998
- India: Viernes, 5 de junio de 1998
- Indonesia: Miércoles, 24 de junio de 1998
- Australia: Jueves, 25 de junio de 1998
- Sudáfrica: Viernes, 26 de junio de 1998
- Nueva Zelanda: Jueves, 2 de julio de 1998
- Taiwán: Sábado, 4 de julio de 1998
- Hong Kong: Jueves, 6 de agosto de 1998
- Japón: Sábado, 5 de septiembre de 1998

## Spin-off
La película tuvo en 1999 un spin-off lanzado directamente para vídeo, titulado Bartok el Magnífico.